# Getúlio Vargas
Getúlio Dornelles Vargas, född 19 april 1882 i São Borja, Rio Grande do Sul, död 24 augusti 1954 i Rio de Janeiro, var en brasiliansk politiker och Brasiliens 14:e och 17:e president, från 1930-1945 och 1951-1954.

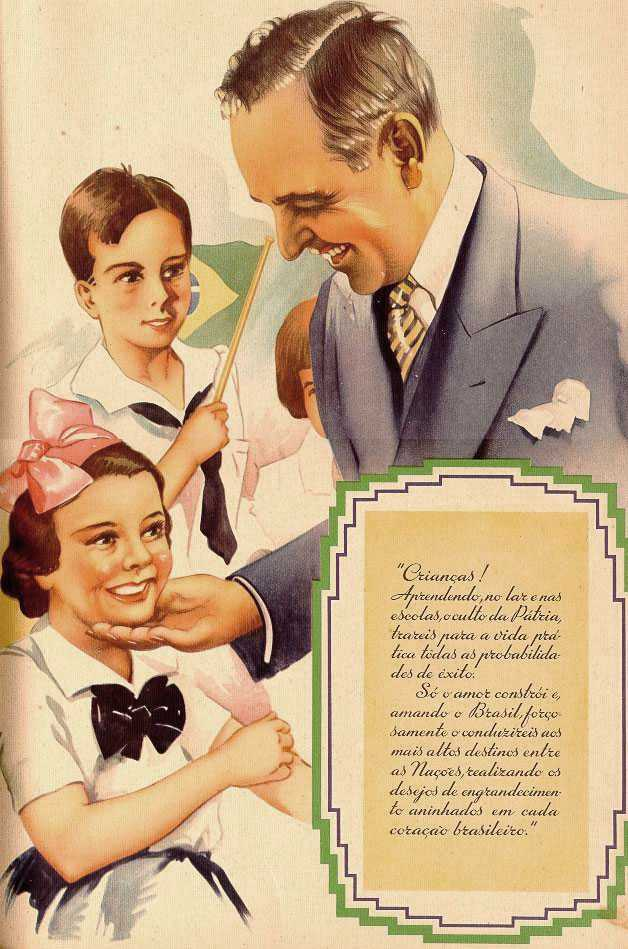
President Vargas på en affisch som propagerar för Estado Novo.

Vargas kom till makten vid den brasilianska revolutionen 1930 och blev då Brasiliens president. 1937 gjorde han sig till diktator. År 1945 tvingades han av militären att avgå, men blev vald till president 1950. Under sin ämbetsperiod fick han allt svårare att hantera krav från olika grupper och ställd inför hotet av en militärkupp tog han sitt liv genom att skjuta sig i sin våning i presidentpalatset.

## Utmärkelser
- Storkorset med kedja av Finlands Vita Ros orden,  14 oktober 1937[6]
- Kedja av Isabella den katolskas orden,  1952[7][8]
- Förbundsrepubliken Tysklands förtjänstorden - storkors av särskilda klassen,  20 maj 1953
- Storkorset av Torn- och svärdsorden[9]
- Storkorsriddare med kedja av Republiken Italiens förtjänstorden
- Vita örnens orden
- Sjöförtjänstorden
- Storkors av Avis militärorden[9]
- Storkors av Södra korsets orden

[Redigera Wikidata]